# Asanabalu, Sringeri
Asanabalu là một làng thuộc tehsil Sringeri, huyện Chikmagalur, bang Karnataka, Ấn Độ.